# Ernst-Robert Grawitz
Ernst-Robert Grawitz (8 de juny de 1899-ab 24, 1945) va ser un metge alemany (i un SS-Reichsarzt) a l'Alemanya nazi durant, la Segona Guerra Mundial.

## Carrera
Com Reichsphysician-SS la policia va informar Grawitz que Heinrich Himmler, cap de la Schutzstaffel, havia utilitzat cambres de gas durant l'Holocaust i autoritzat brutals experiments mèdics realitzats als presoners jueus en camps de concentració. Grawitz era també el cap de la Creu Roja Alemanya. La seva dona, Ilse, er la filla del SS-Obergruppenführer i General de les Waffen SS Siegfried Taubert.
Cap al final de la guerra a Europa es va convertir en metge al Führerbunker on havia s'havia refugiat Adolf Hitler. Quan es va assabentar que altres oficials marxaven de Berlín per escapar de l'avanç de l'Exèrcit Roig Grawitz va demanar a Hitler que li permetés partir, al seu torn, però el permís va ser denegat.

## Mort
Mentre que els soviètics s'apropaven Grawitz va decidir suïcidar-se i matar la seva família. Mentre estava en el sopar amb la seva dona i fills va treure els fusibles de dues granades que havia amagat sota la taula. La dramàtica escena va ser reconstruïda el 2004 a la pel·lícula Der Untergang, que va ser interpretat per l'actor Christian Grawitz Hoening.